# Albrecht Adam
Albrecht Adam (Nördlingen, 16 de abril de 1786 – Munique, 28 de agosto de 1862) foi um pintor do século XIX especializado em reproduzir guerras, conflitos, cavalos, soldados e campos de batalhas de uma maneira geral. 

## Vida
Nascido em Nördlingen, Alemanha, desde pequeno começou a aprender habilidades na cozinha, como confeiteiro, e no ano de 1803 foi para Nuremberg para estudar. Entretanto, influenciado pelo diretor da Academy of Fine Arts of Nuremberg e mais tarde por Johann Rugendas, ele foi introduzido ao mundo das artes plásticas, onde começou a praticar pintura. 
Depois de participar em 1809 da Quinta Coligação - ou Quinta Coalizão, aliança formada pela Grã-Bretanha, Áustria, Prússia e Suécia contra a França de Napoleão Bonaparte - ele viveu por um tempo em Viena, na Áustria, onde chamou a atenção do encarregado de Napoleão, Eugène de Beauharnais, e acabou sendo nomeado pintor da corte. 
A maioria das obras posteriores de Adam se tratam da campanha de Napoleão, durante a qual ele foi considerado um artista de guerra. Além do seu título de pintor da corte, ele recebeu classificação de oficial. Entre outras obras significantes do artista, ele pintou um diário com oitenta e três cenas. 

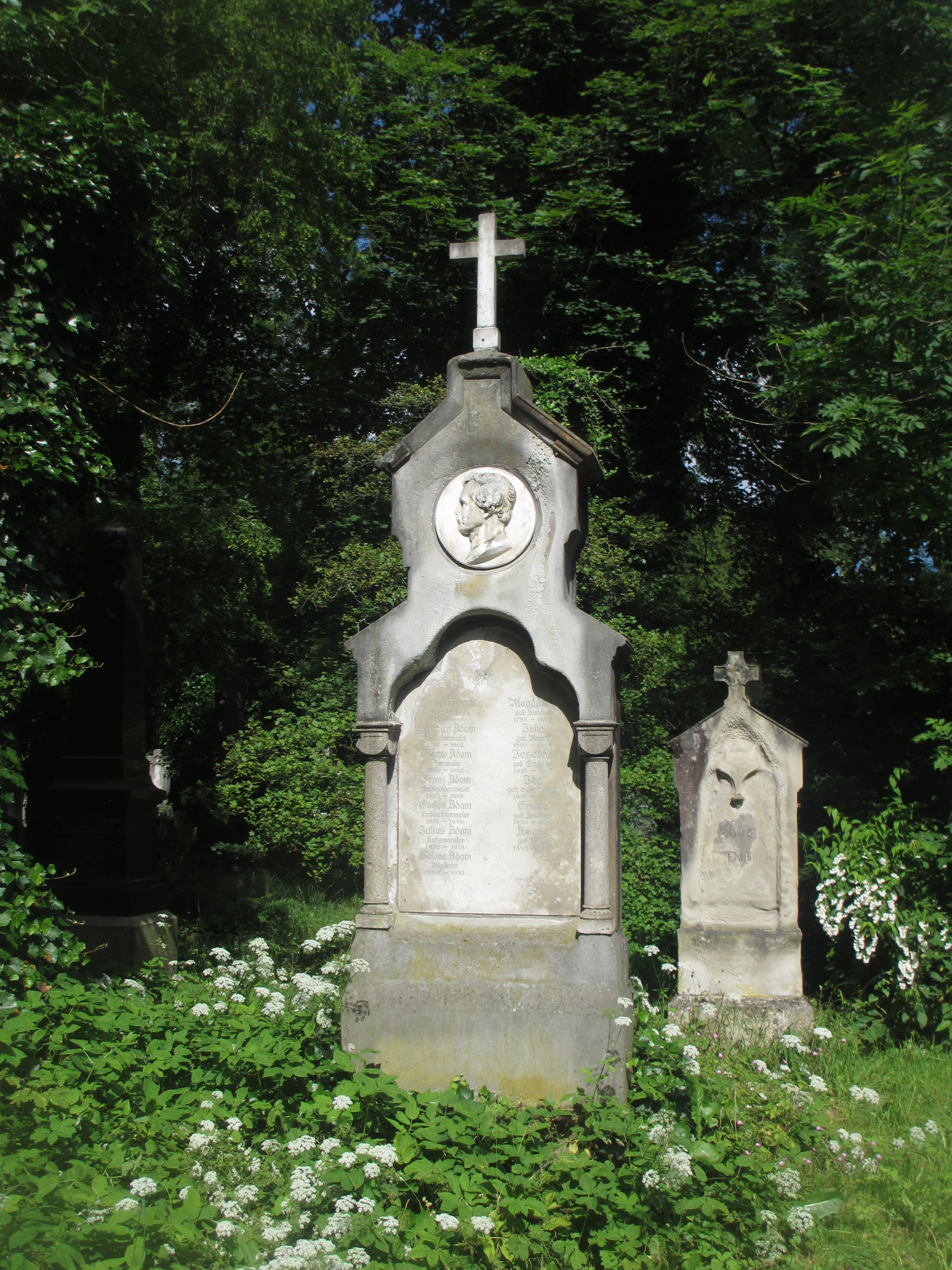
Sepultura de Albrecht Adam no Alter Südfriedhof (Munique)

Já em 1815, Adam se mudou para Munique, onde foi cobiçado pelos imperadores e reis da Áustria e da Baviera. Seu atelier em Munique foi visitado por personalidades como Theodor Horschelt, que mais tarde tornou-se conhecido por suas pinturas da Guerra Civil da Rússia posteriormente. 
Teve três filhos, Benno, Eugen e Franz. Adam morreu em Munique em 1862. 

## Banco de Imagens

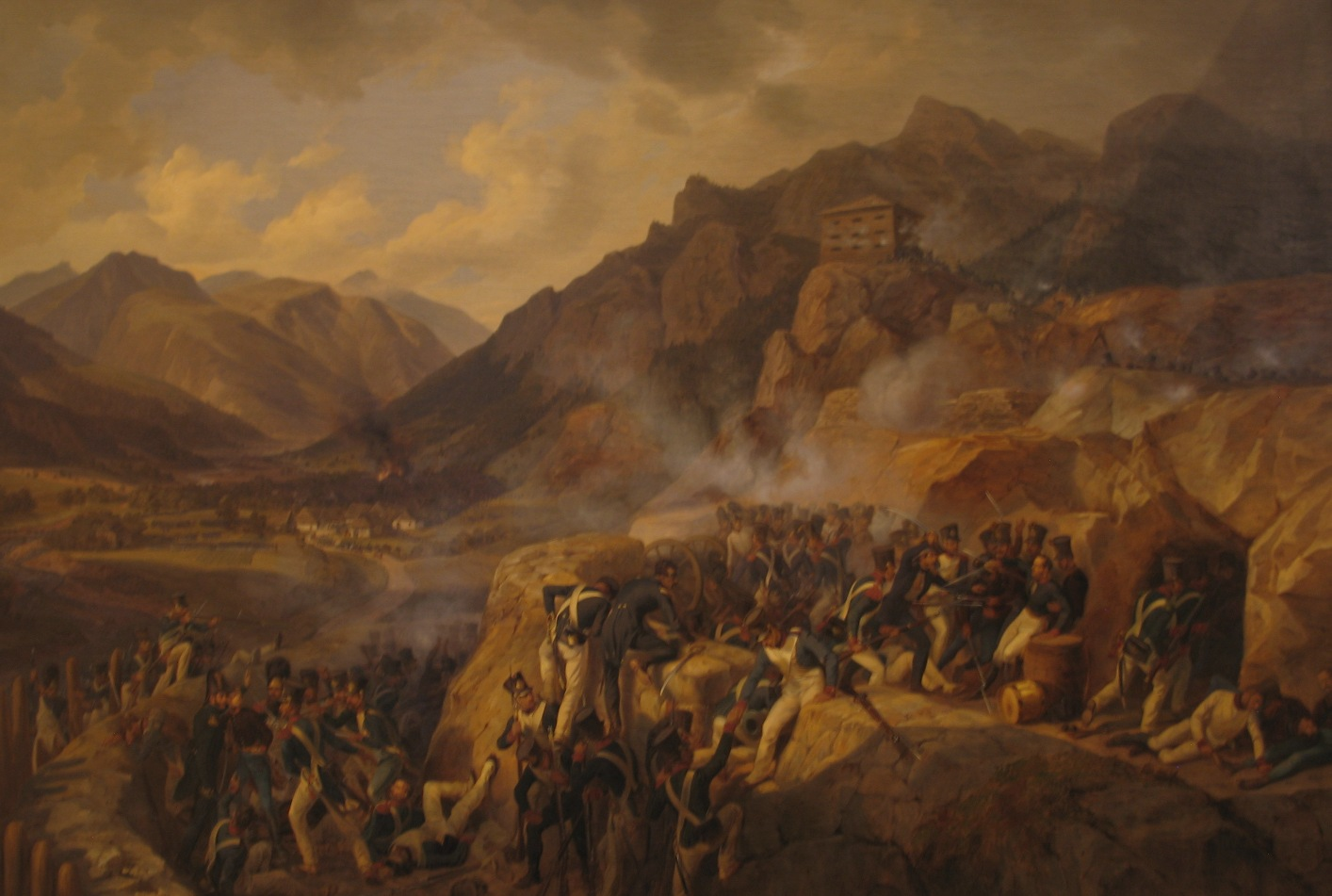
1809
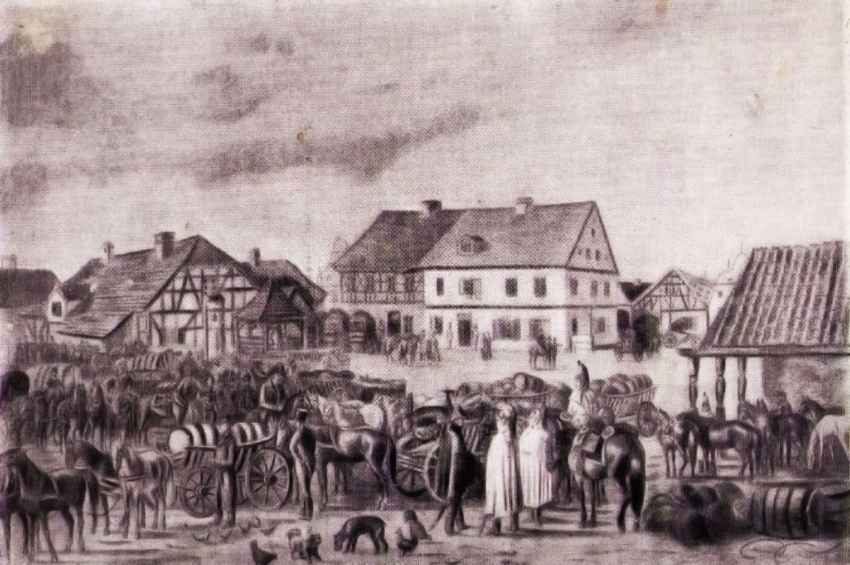
Sensburger Markt
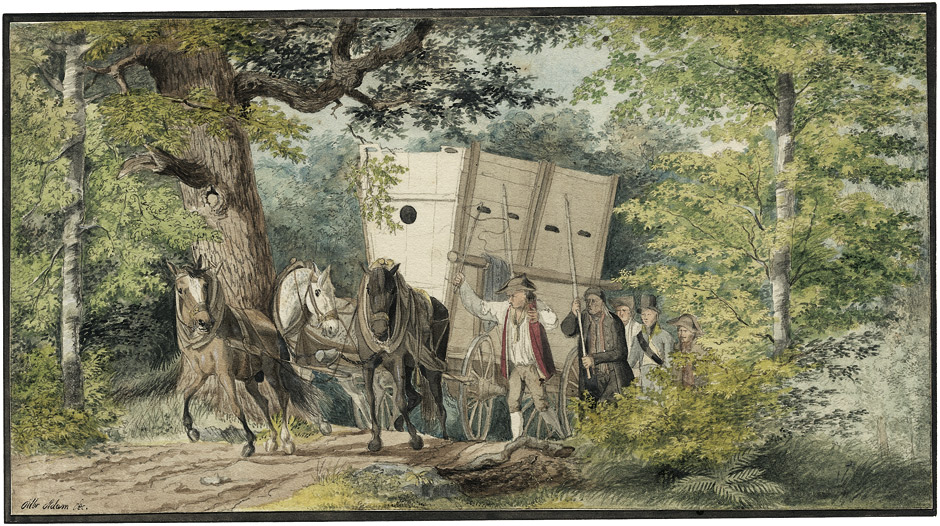
Floresta com carruagem e cavalos
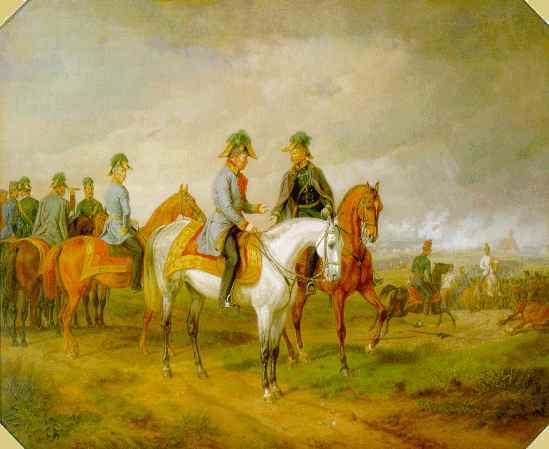
Batalha de Novara
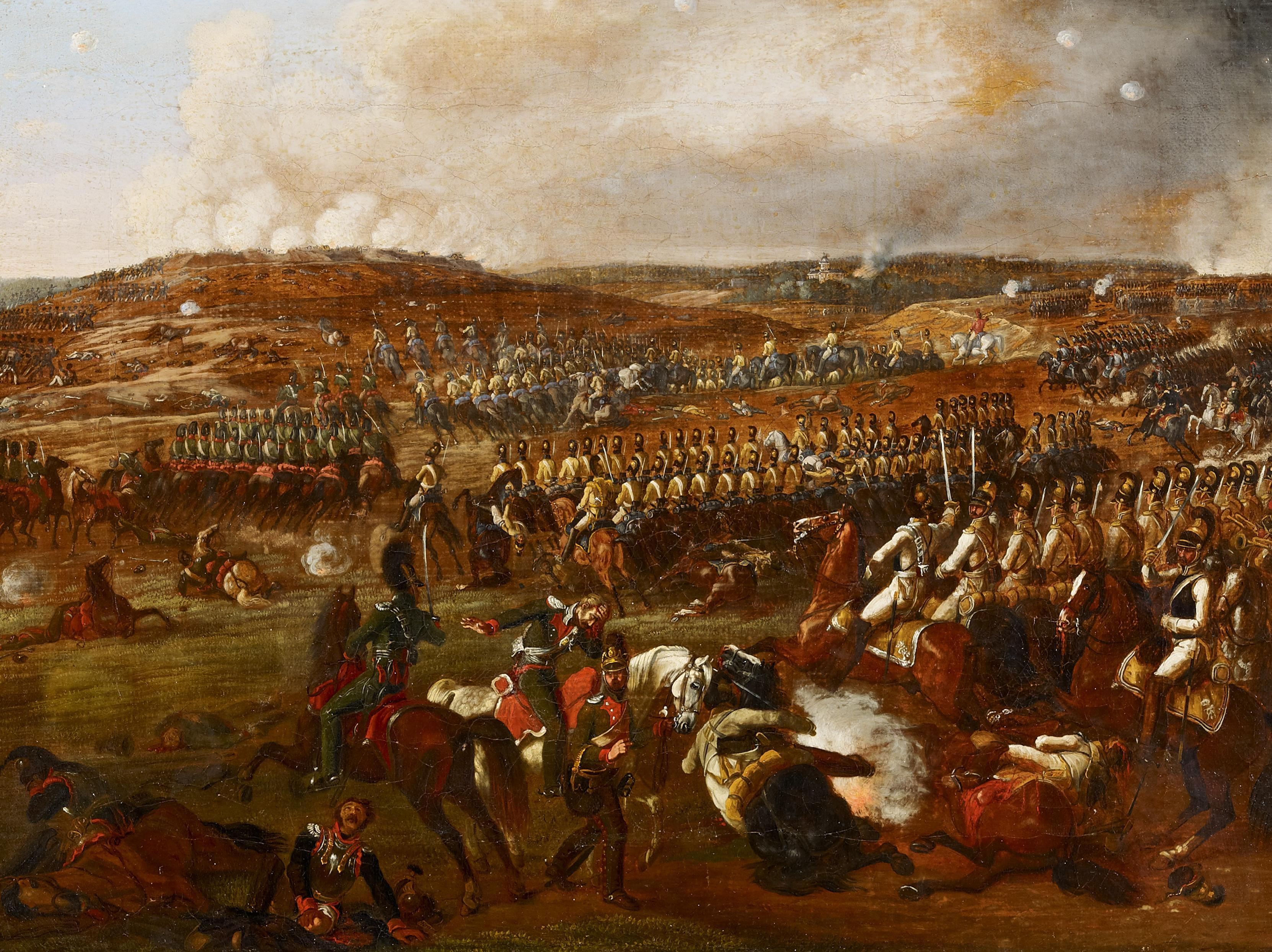
Batalha de Borodino
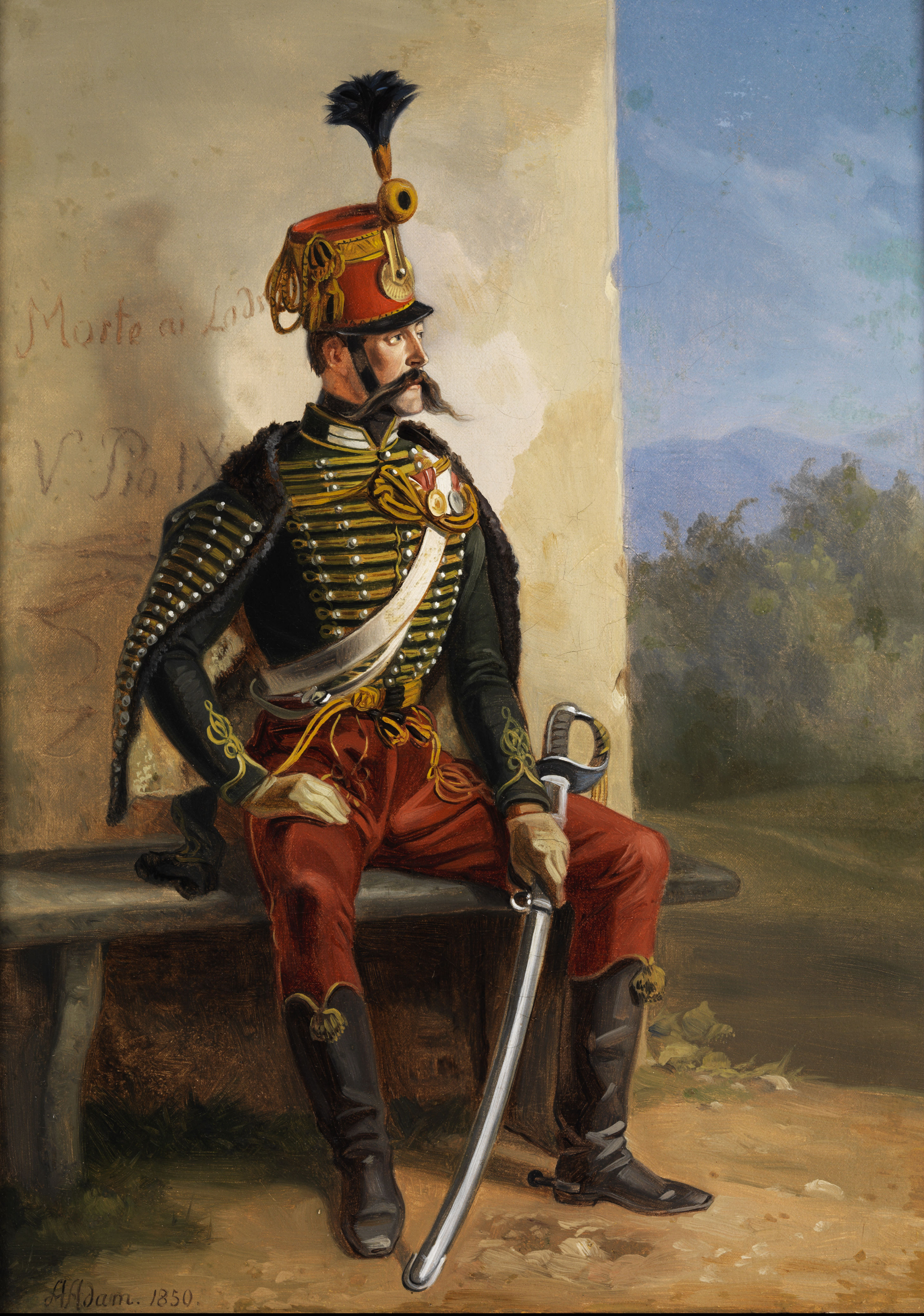
Soldado descansando, 1850
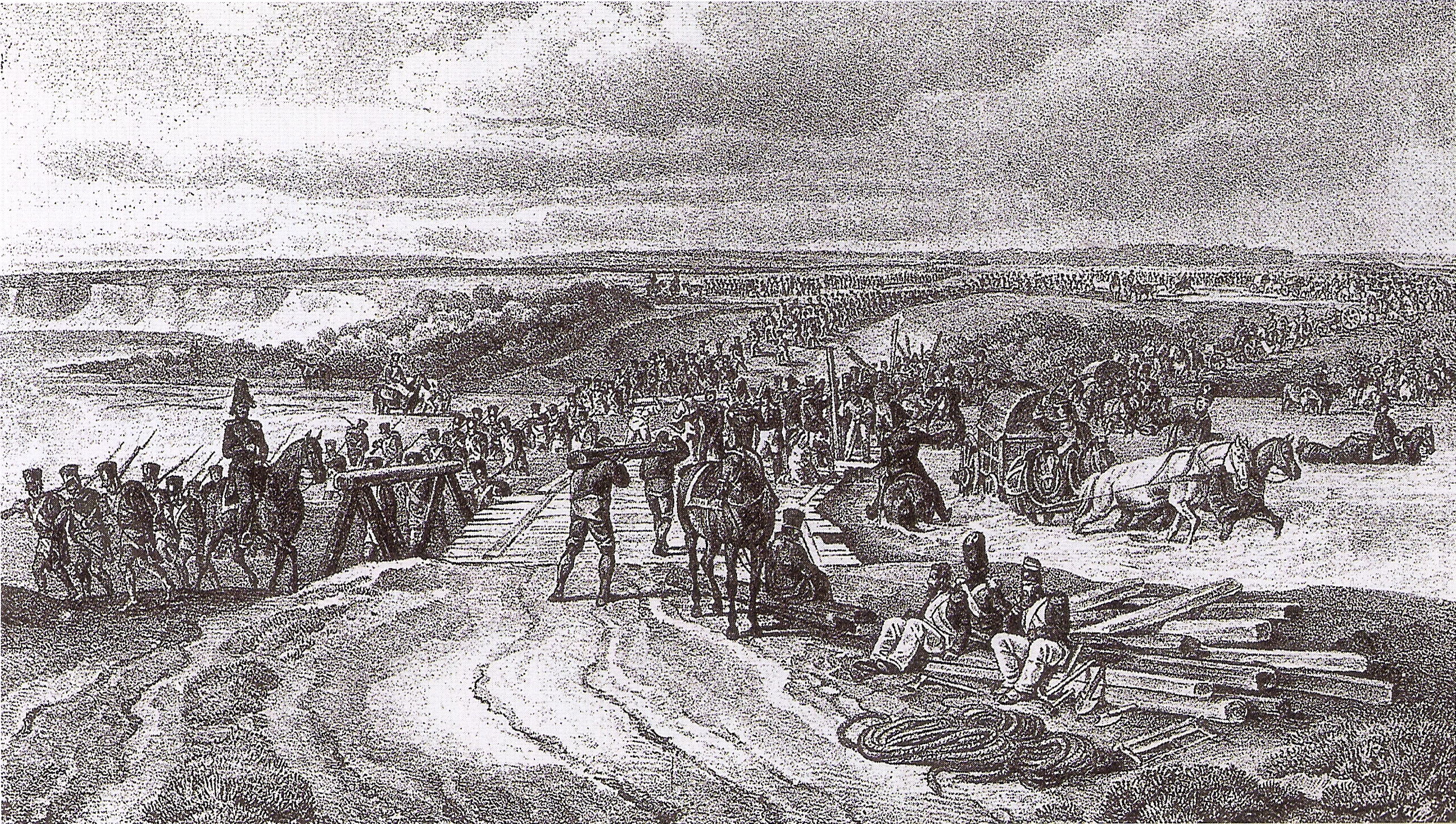
Atravessando o Dnieper, 26 de setembro de 1812